# آرتانا (گرجستان)
آرتانا (گرجی: ართანა) یک روستا در شهرداری تلاوی در گرجستان است.